# Lotta Losten
Lotta Losten, född 7 november 1981 i Jönköping, är en svensk skådespelerska, designer och fotograf. Hon är mest känd för att samarbeta tillsammans med maken David F. Sandberg, på bland annat kortfilmen Lights Out (2013) och dess långfilm med samma namn (2016), samt även på superhjältefilmen Shazam! (2019).

## Karriär
Lottas filmdebut kom i kortfilmen Cam Closer från 2013, som handlar om en telefon som kan se in i framtiden. Hon och den filmskapande maken David F. Sandberg gjorde därefter sin alldeles egna kortfilm Lights Out, där hon spelar en kvinna som blir hemsökt av en okänd varelse, som bara dyker upp när lamporna är släckta. Enligt maken David själv, så kostade praktiskt taget hela filmen ingenting att göra, och att den dessutom bara gjordes för skojs skull. Makarna skickade därefter in hela filmen till Bloody Cuts Horror Challenge, där den tävlade som finalist och där Sandberg dessutom vann för bästa regi. Några månader senare ökade den tidigare nämnda kortfilmen i popularitet, då den gick från cirka 8 000 visningar, till över en miljon visningar på bara ett kick. Detta skulle även komma att locka till sig en hel del regissörer och producenter från Hollywood, som mer än gärna ville arbeta tillsammans med makarna.
Sedan 2014 har Lotta Losten medverkat i ett flertal kortfilmer, inklusive See You Soon (2014), Pictured (2014), Not So Fast (2014), Coffer (2014), Attic Panic (2015) och Closet Space (2016). I långfilmsversionen av Lights Out från 2016, så spelar hon rollen som Diana Walters medarbetare Esther, som syns till i själva öppningsscenen av filmen. Hon har även en mindre roll i superhjältefilmen Shazam! från 2019.

## Privatliv
Lotta Losten är född och uppvuxen i Jönköping. Hon är sedan år 2013 gift med regissören David F. Sandberg. Hon har tidigare studerat teatervetenskap och genusvetenskap vid Lunds universitet, samt skådespeleri vid Blekinge läns folkhögskola (tvåårig utbildning).

## Filmografi (i urval)
- 2013 – Lights Out (kortfilm)
- 2016 – Lights Out
- 2017 – Annabelle 2: Creation
- 2019 – Shazam!
- 2023 – Shazam! Fury of the Gods
- 2025 – Until Dawn